# Oda Nobunaga

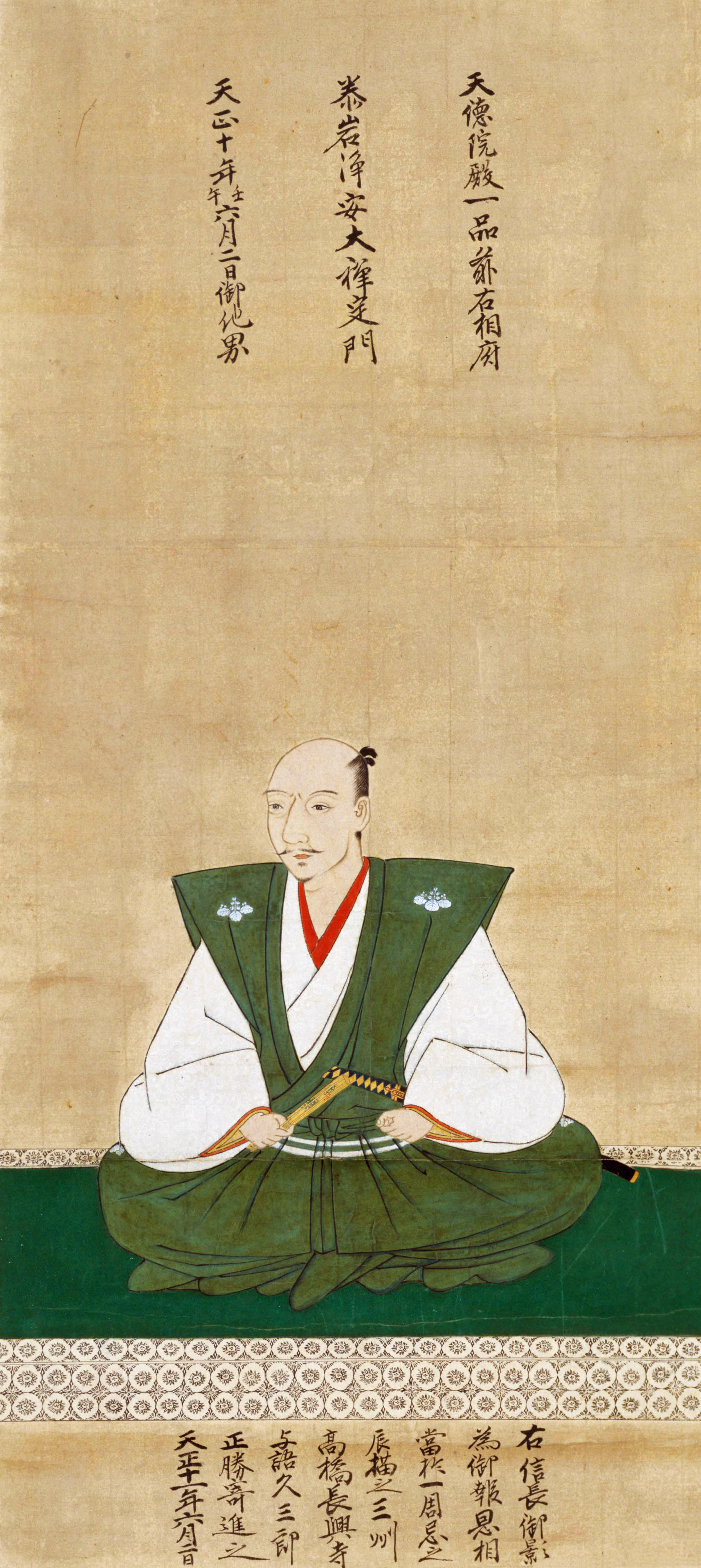
Oda Nobunaga

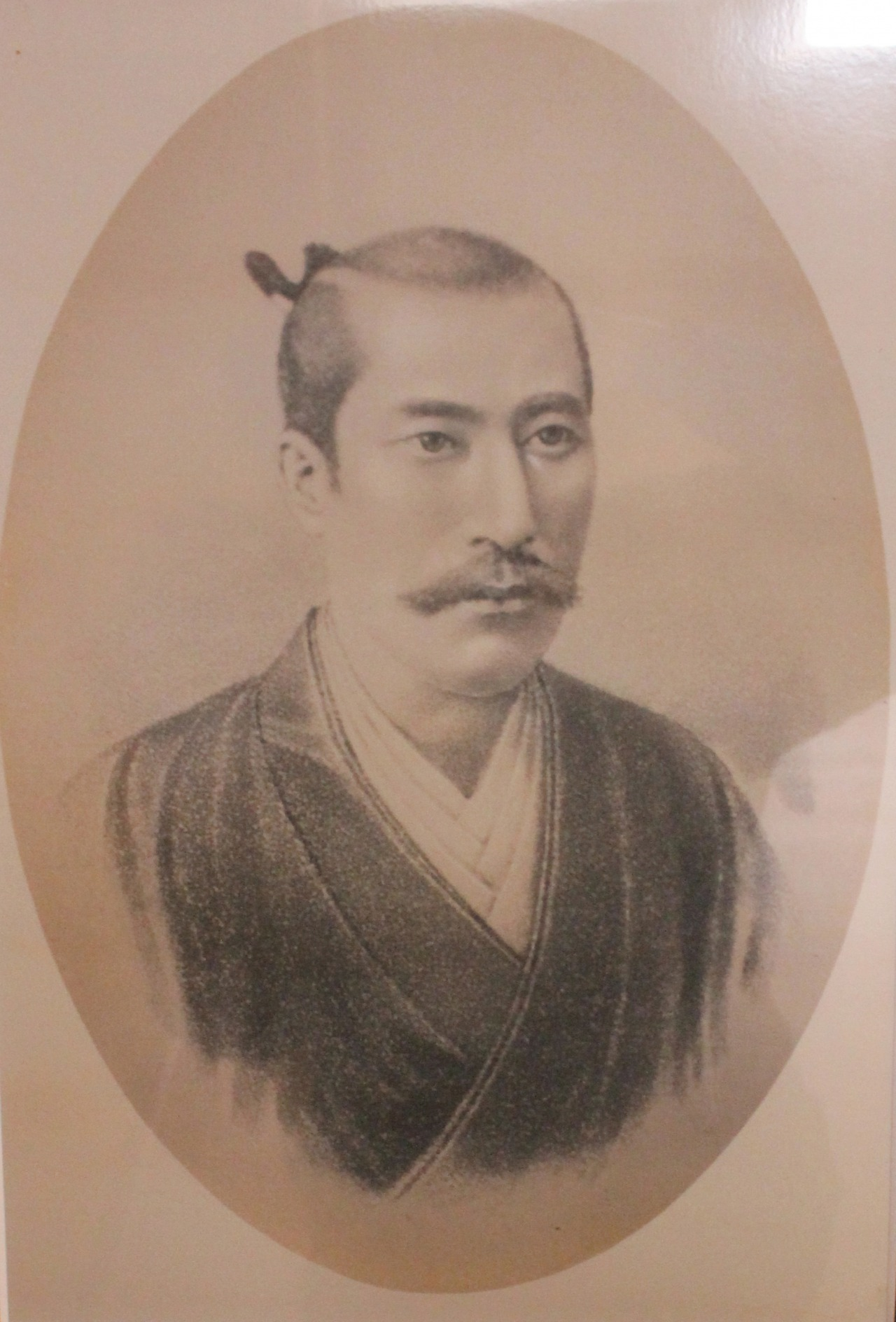
Portret van Oda Nobunaga, door een Jezuïet, 1583-1590.

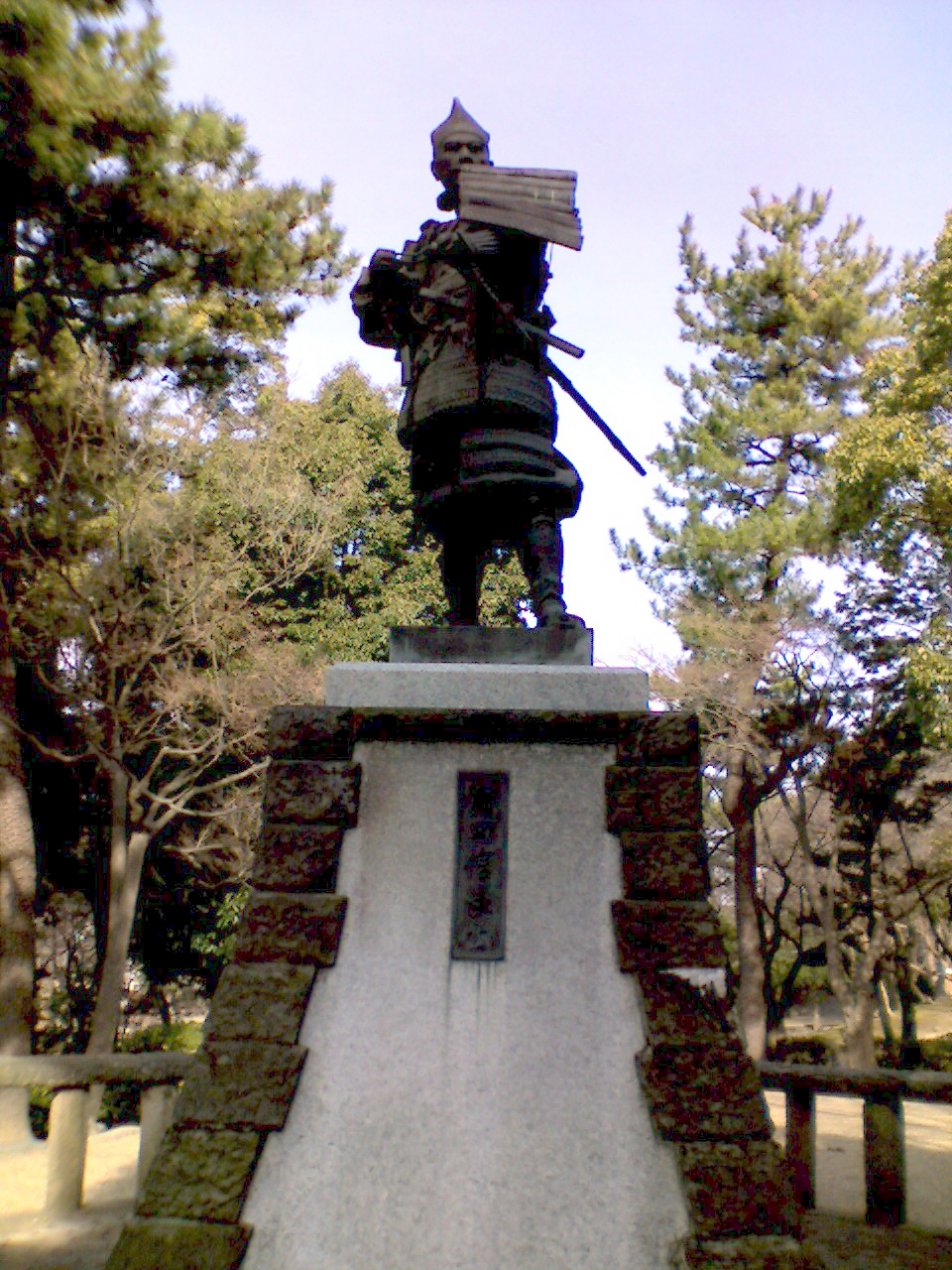
Standbeeld van Oda Nobunaga bij kasteel Kiyosu.

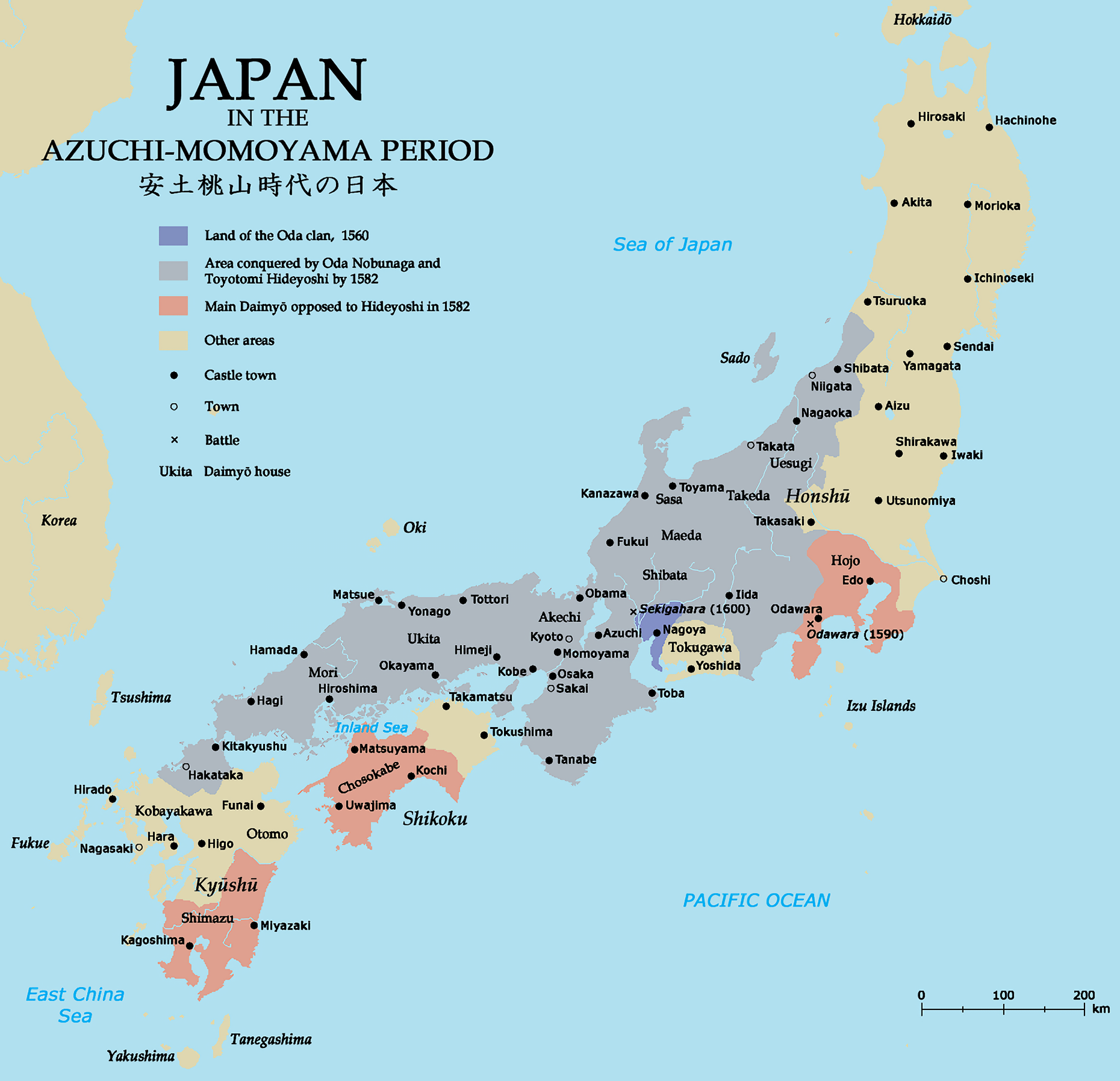
Japan rond 1582. In paars het gebied onder controle van de Oda in 1560, en in grijs de gebieden van Nobunaga ten tijde van zijn dood in 1582.

Oda Nobunaga (Japans: 織田 信長, Oda Nobunaga) (Kasteel Nagoya (Nagoya), 23 juni 1534 – Honnō-ji (Kioto), 21 juni 1582) was een van de beroemdste Japanse daimyo uit de Sengoku-periode van de Japanse geschiedenis. Nobunaga werd geboren als Oda Kippōshi. Hij was een zoon van Oda Nobuhide die over gebieden heerste in de provincie Owari.
Nobunaga is bekend van zijn strategie Tenka Fubu. Dit kan men vertalen als 'verovering door militaire macht' of 'het rijk onder één zwaard'. Na vele militaire campagnes tegen rivaliserende clans wist hij een groot deel van Japan onder zijn invloedssfeer te krijgen. In 1582 werd Nobunaga verraden door zijn vazal Akechi Mitsuhide. In de Honno-ji tempel werd hij compleet verrast door Akechi's samoerai en werd de tempel in brand gestoken. Vermoedelijk is Nobunaga door de brand omgekomen. Anderen zeggen dat Nobunaga, in overeenstemming met de bushido, voor seppuku heeft gekozen voordat de tempel verwoest werd.

## Oda Nobunaga's rivalen
- Imagawa Yoshimoto - daimyo van Suruga en Totomi. Valt in 1560 de Oda provincie Owari binnen. Yoshimoto wordt gedood tijdens een verrassingsaanval van de Oda op Yoshimoto's kamp.
- Asakura Yoshikage - daimyo van Echizen. Zijn leger, onder leiding van Asakura Kagetake, wordt verslagen door gecombineerde legers van Oda Nobunaga en Tokugawa Ieyasu bij Anegawa in 1570
- Asai Nagamasa - daimyo van Omi en zwager van Nobunaga. Wanneer de Oda in 1570 besluiten de Asakura-clan van Echizen aan te vallen, loopt Nagamasa over naar de Asakura. Na te zijn verslagen bij Anegawa pleegt Nagamasa seppuku samen met zijn jonge zoon Majumaru in 1573.
- Uesugi Kenshin - daimyo van Echigo. Volgens sommigen sterft hij een 'natuurlijke dood', anderen beweren dat Kenshin vergiftigd werd door de Oda.
- Takeda Katsuyori - daimyo van Kai. Wordt in 1575 verpletterend en definitief verslagen door de Oda in de slag bij Nagashino. Pleegt in 1582 seppuku vlak bij Temmokuzan.
- Mori Terumoto - daimyo van Aki en kleinzoon van de grote daimyo Mori Motonari. Terumoto is een van de verliezers van de slag bij Sekigahara, die later de Tozama daimyo zouden vormen.

## Biografische tijdslijn

### Nobunaga's jonge jaren
1534 Nobunaga wordt geboren als tweede (misschien derde) zoon van Oda Nobuhide. Hij is Nobuhide's eerste zoon die niet bij een concubine verwekt werd en wordt daarom erfgenaam van het Oda-domein.
1542 Nobunaga wordt de meester van het kasteel te Nagoya. Hij groeit op onder de hoede van zijn vazal Hirate Masahide terwijl zijn jongere broer, Oda Nobuyuki, opgevoed wordt door Nobunaga's ouders in het Suemori-kasteel.
1549 Nobunaga wordt uitgehuwelijkt aan een dochter van Saito Dosan, de daimyō van Mino. Het is een politiek huwelijk, gearrangeerd door Nobunaga's vader en Hirate Masahide.

### Unificatie van Owari
1551 Oda Nobuhide sterft en Nobunaga erft het domein Owari. Strijd ontstaat tussen Nobunaga en Nobuyuki over de opvolging van de Oda en tussen Nobunaga en anderen over de totale controle op het domein Owari.
1552 Slag bij Kaizu. Nobunaga verslaat de opstandige Oda Nobutomo.
1553 Nobunaga's vazal, Hirate Masahide, pleegt seppuku uit schaamte voor Nobunaga.
1555 Slag bij Ino. Nobunaga verslaat jongere broer Nobuyuki en Shibata Katsuie om de onbetwiste leider van de Oda te worden.
1556 Nobunaga's schoonvader, Saito Dosan, wordt gedood bij een coup in de provincie Mino.
1557 Nobuyuki plant opnieuw een opstand tegen Nobunaga. Deze komt achter het complot door toedoen van Shibata Katsuie. Nobunaga dwingt Nobuyuki tot seppuku.
1558 Slag bij Ukino. Nobunaga verslaat Oda Nobukata, de laatste opstandige Oda in Owari.
1559 Nobunaga vertrekt naar Kioto om de unificatie van Owari te melden aan de 13e Muromachi Shōgun, Ashikaga Yoshiteru.

### Eerste grote campagne
1560 Slag bij Okehazama. Nobunaga verslaat en doodt de binnenvallende krijgsheer Imagawa Yoshimoto, daimyō van Mikawa, Totomi en Suruga.
1562 Nobunaga vormt de Kiyosu Alliantie met Matsudaira Motoyasu (de latere Shōgun Tokugawa Ieyasu) die op dat moment de nieuwe daimyō van Mikawa is.

### Tenka Fubu
1567 Nobunaga verovert de provincie Mino en krijgt de ambitie om Japan te veroveren. Nobunaga noemt dit Tenka Fubu.
1568 Nobunaga valt op verzoek van de 14e Ashikaga Shōgun, Yoshiaki, Kioto binnen. Nobunaga installeert Yoshiaki als marionet. Begin van de Azuchi-Momoyama periode in de Japanse geschiedenis.
1570 Slag bij Anegawa. Nobunaga en Tokugawa Ieyasu verslaan gezamenlijk de gecombineerde legers van daimyō Asakura Yoshikage en zijn overgelopen zwager en voormalig vazal, Asai Nagamasa.
1571 Nobunaga verslaat de krijger-monniken van de Enryaku-ji op de berg Hiei, vlak bij Kioto. De meeste monniken worden gedood en Nobunaga laat de tempel platbranden.
1573 Nobunaga verovert de provincies Echizen en Wakasa. Hij verjaagd de marionetten-shōgun Yoshiaki uit Kioto. Einde van de Muromachi-periode.

### Invasie van Chūgoku
1575 Slag bij Nagashino. Nobunaga en Tokugawa Ieyasu verslaan gezamenlijk Takeda Katsuyori door effectief gebruik te maken van musketten. Twintig jaar voordat Maurits van Oranje deze innovatie in Europa zou invoeren, stelde Oda Nobunaga zijn musketiers in drie linies achter elkaar op om op deze wijze een constant spervuur te kunnen handhaven. De voorste linie vuurde terwijl de achterste linies hun musket herlaadden. Eerste inval in de provincie Tamba door Nobunaga's generaal Akechi Mitsuhide.
1576 1e Slag bij Kizugawaguchi. De Oda-vloot, onder leiding van Kūki Yoshitaka, wordt verslagen door de Mōri vloot, geleid door de Murakami-familie.
1579 De derde poging van Akechi Mitsuhide om Tamba te veroveren is succesvol. De provincie Settsu wordt ook veroverd. De provincies Mimasaka en Bizen worden aan Nobunaga 'gegeven'.
1578 2e Slag bij Kizugawaguchi. De nieuwe Oda vloot bestond onder andere uit zes oorlogsschepen (gepantserd volgens sommigen). Kūki Yoshitaka weet de Mōri te verslaan.
1580 Na een twee jaar durende belegering wordt het Miki-kasteel veroverd door Nobunaga's generaal Hashiba Hideyoshi (de latere Taikō, Toyotomi Hideyoshi). Hij verovert ook de provincie Tajima en valt de provincie Inaba binnen.
1581 Hashiba Hideyoshi belegert het Tottori kasteel. Inaba wordt veroverd.

### Verraad van Akechi Mitsuhide
Akechi Mitsuhide was een van Oda Nobunaga's generaals. Hij schijnt een goed dichter te zijn geweest. Volgens sommigen zou de jaloezie van Nobunaga ten aanzien van Mitsuhide's talent een verklaring kunnen geweest zijn voor feit dat de twee mannen stroef met elkaar omgingen. In 1577 kreeg Mitsuhide de opdracht van Nobunaga om de provincie Tamba te veroveren. Bij het beleg van het kasteel van de Hatano clan wist Mitsuhide de heer van het kasteel, Hatano Hideharu, ervan te overtuigen zich over te geven. Het besluit van Nobunaga om Hatano Hideharu en zijn broer te executeren, was een grote schok voor Mitsuhide. Uit wraak voor dit vermeende verraad ontvoerden en vermoordden de vazallen van de Hatano Mitsuhide's moeder. Het is vanzelfsprekend dat hierdoor de relatie tussen Mitsuhide en Nobunaga nog sterker bekoelde.

### Dood van Oda Nobunaga en de nasleep
1582 Hashiba Hideyoshi valt de provincie Bitchu binnen. De provincies Shinano, Kai en Suruga worden op de Takeda veroverd en de Takeda-daimyō, Katsuyori pleegt seppuku. Dit betekent het einde voor de Takeda -clan. Nobunaga wordt op zijn negenenveertigste jaar bij de tempel Honno-ji gedood door zijn vazal Akechi Mitsuhide. Bij de Slag om Yamazaki weet Hashiba Hideyoshi de verrader Akechi Mitsuhide te verslaan. De legende gaat dat Mitsuhide van het slagveld vlucht en op zeer "oneervolle" wijze, in een rijstveld vlakbij, door boerengepeupel wordt gedood.
Nobunaga kon geen shōgun worden omdat het traditie was dat alleen leden van de Minamoto-familie dit ambt mochten bekleden, en Nobunaga was een Taira. Niettemin waren zowel de keizer als de shōgun feitelijk ondergeschikt aan zijn wil. Als Nobunaga was blijven leven, zou hij waarschijnlijk het hele land onder één enkel krachtig bestuur hebben gebracht.

## Nobunaga als persoon en zijn invloeden op Japan

### Economie en handel
Om de economie van Japan te laten evolueren van een landbouweconomie naar een handelseconomie, richtte Nobunaga enkele grote steden op die als economische centra dienden. Daarnaast legde hij wegen aan om de infrastructuur en de geldstroom te bevorderen, gemakkelijker goederen te verhandelen en economisch en politiek contact tussen de steden en provincies te verbeteren. Daarnaast hadden de wegen ook als doel zijn legers sneller te kunnen verplaatsen om zo beter op conflicten te kunnen reageren. 

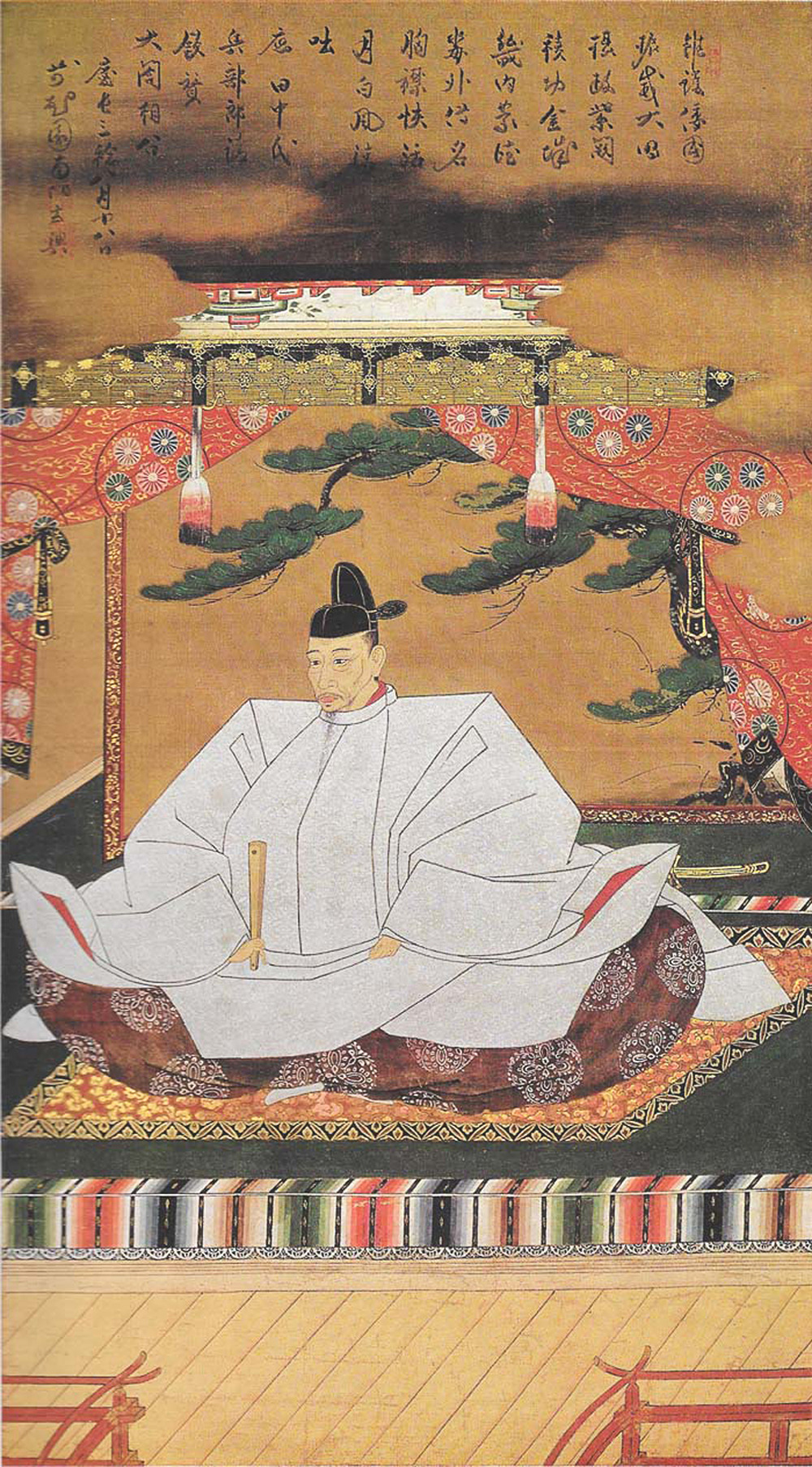
Toyotomi Hideyoshi

Nobunaga schafte de tolbarrières af en bevorderde zo de binnenlandse handel. Het was nu immers gemakkelijker voor handelaren om goederen via de wegen van gebied naar gebied te vervoeren en te verhandelen. Nobunaga deed dit voornamelijk om zichzelf te verrijken.
Nobunaga voerde ook het rakuichi rakuza beleid in. Dit beleid verbood het bestaan en creëren van monopolies om de onderlinge concurrentie te bevorderen. Dit kwam uiteindelijk ten gunste van de economie. Daarnaast moesten alle gilden ontbonden worden. Volgens Nobunaga hinderden deze gilden de handel, communicatie, technische vooruitgang en daardoor de bevordering van de economie. Hij ontwikkelde en voerde ook verscheidene aftrekposten voor belasting door en maakte wetten om het lenen van geld en het afbetalen van schulden te vergemakkelijken.
Daarnaast veranderde Nobunaga de manier van landmetingen door een kadaster te laten opstellen aan de hand van vragenlijsten. Hij startte het principe van een open markt in Japan. Na zijn dood werden veel van deze doorvoeringen voortgezet door Toyotomi Hideyoshi en  deze werden de basis van het vroegmoderne, herenigde Japan.

### Kunst en cultuur
Nobunaga had altijd al interesse in de kunsten en toen hij meer rijkdom verkreeg zou hij die ook steeds meer steunen, maar de nadruk kwam meer te liggen op machtsvertoon dan op de kunst zelf. Hij bouwde vooral kastelen en liet tuinen aanleggen, waaronder het kasteel van Azuchi. Het kasteel van Azuchi was het eerste kasteel dat niet puur en alleen voor de verdediging werd gebouwd, maar ook voor het vertonen van de macht door prachtige versieringen, waaronder standbeelden, plafondschilderingen en bedekking met goud. 
Daarnaast populariseerde Oda Nobunaga de Japanse theeceremonie, die opgericht was door Nobunaga’s onderdaan en theemeester Sen no Rikyū (千利休). Nobunaga gebruikte de theeceremonie als een manier om politiek en zaken te bespreken. Dit gaf hem een vorm van autoriteit over de handelaren en ook om de strijderklasse onder controle te houden.
Nobunaga was ook erg geïnteresseerd in de Europese cultuur. Hij verzamelde westerse kunst en andere voorwerpen waaronder wapens en bepantsering die hij ook werkelijk gebruikte in oorlogssituaties. Nobunaga was een van de eerste Japanners die westerse kledij droeg. Hij steunde de jezuïeten in Japan.

### Godsdienst
Oda Nobunaga was gekant tegen het feit dat religieuze instanties seculiere macht hadden in Japan. Hij wilde een scheiding van staat en geloof. Hij realiseerde dit op een gewelddadige manier, namelijk door iedere gelovige instantie die zich tegen hem verzette af te slachten. Hij verbrandde tempels en vermoordde duizenden monniken. Hij slaagde erin om de macht van de kloosters te breken.
In tegenstelling tot zijn afkeer tegenover de Japanse kloosters en monniken stond Nobunaga welwillend tegenover het christendom. Hij gaf de de missie van de jezuïeten in het land toestemming om seminaries en kerken te bouwen. Nobunaga stond erg open tegenover de Westerse cultuur en het geloof. Verscheidene daimyō hadden zich bekeerd tot het christendom en dit gaf Nobunaga de mogelijkheid om hen onder druk te zetten om zo de boeddhistische kloosters te vernietigen.

### Politiek en militair
Oda Nobunaga was een typisch klassieke, totalitaire leider. Er was geen enkele sprake van een democratie. Hij had de totale macht over al zijn gebieden en hij was niet mild tegen de mensen die zich tegen hem verzetten. Hij legde de basis voor de eenmaking van Japan, die later voltrokken zou worden door Toyotomi Hideyoshi.
Nobunaga wordt vaak gezien als een tiran, maar elke actie heeft toch een eigen doel of reden gehad. Hij ambieerde een herenigd Japan onder één leider. Nobunaga reageerde snel op clans of groepen die zich tegen zijn heerschappij verzetten. Deze snelle reactie werd mogelijk gemaakt door de aanwezigheid van wegen om zijn troepen snel te verplaatsen. Nobunaga voerde de "zwaardenjacht" (katana-gari 刀狩) door, die later voortgezet zou worden door Toyotomi Hideyoshi, om te voorkomen dat lagere klassen in opstand zouden komen tegen zijn bewind.
Door Nobunaga’s goede verhoudingen met de Westerse missionarissen beschikte hij over verscheidene Westerse voorwerpen die hem van pas zouden komen in zijn strijd tegen de oppositie voor een herenigd Japan. De slag van Nagashino was in dit opzicht een belangrijke gebeurtenis, omdat Nobunaga voor het eerst in de Japanse geschiedenis gebruik maakte van musketten. Hiermee verraste hij zijn tegenstander, de Takeda, enorm en zou hij hen uiteindelijk overwinnen. De oorlogvoering in Japan zou door deze slag dramatisch veranderen. Nobunaga was een meesterlijke veldheer en zijn vele overwinningen had hij voornamelijk te danken aan zijn oorlogsstrategieën.